# أرنالدو سيزار كويلو
أرنالدو ديفيد سيزار كويلهو (بالبرتغالية: Arnaldo Cezar Coelho‏) ، من مواليد 15 يناير 1943 ، حكم كرة قدم برازيلي دولي سابق.
حكم في بطولة كأس العالم لكرة القدم 1978 وكان حكم المباراة النهائية لبطولة كأس العالم لكرة القدم 1982.

## روابط خارجية
- أرنالدو سيزار كويلو على موقع Soccerway.com (الإنجليزية)